# Alma (New York)
Alma è un comune (town) degli Stati Uniti d'America, situato nello stato di New York, nella contea di Allegany.